# 欧里库里
欧里库里是巴西伯南布哥州的一个市镇。总面积2422.86平方公里，总人口66978人，人口密度27.6人/平方公里。